# Les Brebis et les Boucs
 (juillet 2024).
Si vous disposez d'ouvrages ou d'articles de référence ou si vous connaissez des sites web de qualité traitant du thème abordé ici, merci de compléter l'article en donnant les références utiles à sa vérifiabilité et en les liant à la section « Notes et références ».
 (mars 2024).
La mise en forme du texte ne suit pas les recommandations de Wikipédia : il faut le « wikifier ».
Les points d'amélioration suivants sont les cas les plus fréquents. Le détail des points à revoir est peut-être précisé sur la page de discussion.
- Les titres sont pré-formatés par le logiciel. Ils ne sont ni en capitales, ni en gras.
- Le texte ne doit pas être écrit en capitales (les noms de famille non plus), ni en gras, ni en italique, ni en « petit »…
- Le gras n'est utilisé que pour surligner le titre de l'article dans l'introduction, une seule fois.
- L'italique est rarement utilisé : mots en langue étrangère, titres d'œuvres, noms de bateaux, etc.
- Les citations ne sont pas en italique mais en corps de texte normal. Elles sont entourées par des guillemets français : « et ».
- Les listes à puces sont à éviter, des paragraphes rédigés étant largement préférés. Les tableaux sont à réserver à la présentation de données structurées (résultats, etc.).
- Les appels de note de bas de page (petits chiffres en exposant, introduits par l'outil «  Source ») sont à placer entre la fin de phrase et le point final[comme ça].
- Les liens internes (vers d'autres articles de Wikipédia) sont à choisir avec parcimonie. Créez des liens vers des articles approfondissant le sujet. Les termes génériques sans rapport avec le sujet sont à éviter, ainsi que les répétitions de liens vers un même terme.
- Les liens externes sont à placer uniquement dans une section « Liens externes », à la fin de l'article. Ces liens sont à choisir avec parcimonie suivant les règles définies. Si un lien sert de source à l'article, son insertion dans le texte est à faire par les notes de bas de page.
- La présentation des références doit suivre les conventions bibliographiques. Il est recommandé d'utiliser les modèles {{Ouvrage}}, {{Chapitre}}, {{Article}}, {{Lien web}} et/ou {{Bibliographie}}. Le mode d'édition visuel peut mettre en forme automatiquement les références.
- Insérer une infobox (cadre d'informations à droite) n'est pas obligatoire pour parachever la mise en page.

Pour une aide détaillée, merci de consulter Aide:Wikification.
Si vous pensez que ces points ont été résolus, vous pouvez retirer ce bandeau et améliorer la mise en forme d'un autre article.
Les Brebis et les Boucs ou « le Jugement des Nations » est une déclaration de Jésus formulée dans le chapitre 25 de l'Évangile selon Matthieu, bien que différente de la plupart des paraboles, elle ne prétend pas raconter une histoire arrivant à d'autres personnages. Selon le théologien anglican Charles Ellicott, 

« nous parlons généralement de la partie finale de ce chapitre comme la parabole des Brebis et des Boucs, mais il est évident qu'à partir de son réel commencement, elle dépasse le domaine de la parabole pour entrer dans celui des réalités divines, et les brebis et les boucs ne forment qu'une illustration subordonnée et entre parenthèses. »

Cette partie conclut la section de l'Évangile selon Matthieu, connu comme le Discours sur le mont des Oliviers et précède immédiatement le récit de Matthieu sur la Passion de Jésus et sa Résurrection.  
Cette histoire et la parabole des vierges sages et la parabole des talents dans le même chapitre « ont le même objectif, comme inculquant aux disciples la nécessité à la fois de vigilance et d'activité dans le bien, mais chacun a… une vraie portée distincte. » 

## Texte du passage
Le texte du passage apparaît dans l'Évangile selon Matthieu et est la partie finale d'une section comprenant une série de paraboles.

« Quand le Fils de l’homme viendra dans sa gloire, et tous les anges avec lui, alors il siégera sur son trône de gloire. Toutes les nations seront rassemblées devant lui ; il séparera les hommes les uns des autres, comme le berger sépare les brebis des boucs : il placera les brebis à sa droite, et les boucs à gauche.
Alors le Roi dira à ceux qui seront à sa droite : “Venez, les bénis de mon Père, recevez en héritage le Royaume préparé pour vous depuis la fondation du monde.
Car j’avais faim, et vous m’avez donné à manger ; j’avais soif, et vous m’avez donné à boire ; j’étais un étranger, et vous m’avez accueilli ; j’étais nu, et vous m’avez habillé ; j’étais malade, et vous m’avez visité ; j’étais en prison, et vous êtes venus jusqu’à moi !”
Alors les justes lui répondront : “Seigneur, quand est-ce que nous t’avons vu avoir faim, avoir soif, être nu, étranger, malade ou en prison ? Tu avais donc faim, et nous t’avons nourri ? tu avais soif, et nous t’avons donné à boire ?
Tu étais un étranger, et nous t’avons accueilli ? Tu étais nu, et nous t’avons habillé ?
Tu étais malade ou en prison, et nous t'avons visité ? Quand sommes-nous venus jusqu’à toi ?”
Et le Roi leur répondra : “Amen, je vous le dis : chaque fois que vous l’avez fait à l’un de ces plus petits de mes frères, c’est à moi que vous l’avez fait.”
Alors il dira à ceux qui seront à sa gauche : “Allez-vous-en loin de moi, vous les maudits, dans le feu éternel préparé pour le diable et ses anges.
Car j’avais faim, et vous ne m’avez pas donné à manger ; j’avais soif, et vous ne m’avez pas donné à boire ; j’étais un étranger, et vous ne m’avez pas accueilli ; j’étais nu, et vous ne m’avez pas habillé ; j’étais malade et en prison, et vous ne m’avez pas visité.”
Alors ils répondront, eux aussi : “Seigneur, quand t’avons-nous vu avoir faim, avoir soif, être nu, étranger, malade ou en prison, sans nous mettre à ton service ?”
Il leur répondra : “Amen, je vous le dis : chaque fois que vous ne l’avez pas fait à l’un de ces plus petits, c’est à moi que vous ne l’avez pas fait.”
Et ils s’en iront, ceux-ci au châtiment éternel, et les justes, à la vie éternelle. »

— Matthieu 25:31-46

## Interprétation
La connexion entre les images du roi et le berger rappelle la figure de David.
Les deux paraboles qui précèdent celle-ci (Parabole des Vierges Sages et la Parabole des Talents) soulignent l'attente et préparent le retour du Christ. "Cette parabole est similaire à la Parabole du riche et de Lazare au sens où il est temps de se repentir et de se convertir, le temps de se soucier du pauvre à notre porte, est passé." Cela rappelle également la parabole du Bon Samaritain. En tant que professeur agrégé de langues bibliques à la Union Presbyterian Seminary, E. Carson Brisson, déclare, "Notons que cette liste d'individus affligés et nécessiteux est, au premier regard, une liste de ceux-là mêmes qui semblent privés de l'approbation de Dieu. Ils sont "les derniers". Ils sont réellement 'autre'." Aussi, voir également Ézéchiel 34 : 4 pour une liste similaire d'individus affligés et dans le besoin que Dieu favorise. Ce péricope est également semblable à la Parabole du Bon Grain et l'Ivraie qui sera réglé lors du Jour du Jugement. Ce qui distingue les brebis des boucs est l'acceptation ou le rejet du message de Jésus. 
Il y a une certaine différence d'opinion parmi les intellectuels concernant l'identité de "l’un de ces plus petits de mes frères", avec Reginald H. Fuller et d'autres soutenant que cela réfère aux disciples de Jésus envoyés en mission. "Le critère du jugement pour toutes les nations est leur traitement de ceux qui ont apporté le message de Jésus au monde, et cela signifie leur acceptation ou le rejet de Jésus lui-même ; cf. Mt 10:40, "Quiconque te reçoit, me reçoit." "Car le Fils de l’homme va venir avec ses anges dans la gloire de son Père ; alors il rendra à chacun selon sa conduite." (Mt 16:27)
La vraie compassion résultera dans l'action. Ceux qui croient en la justification par la foi peuvent encore accepter que les bonnes œuvres puissent fonctionner comme un test ou une mesure de la croyance. 
Selon la Théologie de la grâce gratuite, ce passage implique que seuls les croyants fidèles sont capables de survivre l'affliction ; cela suscite une distinction entre hériter ou entrer dans le royaume.
Cornélius a Lapide dans son great commentary écrit, "Il compare les élus des brebis, en raison de leur innocence, leur modestie, leur humilité, leur obéissance, ainsi que leur patience ; les boucs réprouvés, puisque cette créature a une odeur fétide. Et qu'elle est querelleuse. Tel sont les mauvais. Ce pourquoi sous l'Ancienne Loi les boucs avaient l'habitude d'être offerts en sacrifice pour le péché." Lapide note également que, "il y a six Œuvres de miséricorde corporelles principales dont le Christ parle ici, nourrir l'affamé, donner à boire à l'assoiffé, accueillir les étrangers, couvrir le nu, visiter le malade, consoler et racheter les captifs, auquel peut s'ajouter un septième, enterrer le mort, qui est commandé dans le Livre de Tobie.